# Blount County (Tennessee)
Blount County je okres amerického státu Tennessee založený v roce 1795. Hlavním městem je Maryville. Leží u hranic se státem Severní Karolína. Pojmenovaný je podle amerického politika Williama Blounta (1749–1800).

## Sousední okresy
| Růžice kompasu |               | Knox County               |                   | Růžice kompasu |
| Růžice kompasu | Loudon County | Sever                     | Sevier County     | Růžice kompasu |
| Růžice kompasu | Loudon County | Blount County (Tennessee) | Sevier County     | Růžice kompasu |
| Růžice kompasu | Loudon County | Jih                       | Sevier County     | Růžice kompasu |
| Růžice kompasu | Monroe County | Graham County (NC)        | Swain County (NC) | Růžice kompasu |